# Phaolô Thiện Quốc Tỷ

Huy hiệu của HY. Thiện Quốc Tỷ

Phaolô Thiện Quốc Tỷ S.J. (1923–2012, tiếng Đài Loan: 單國璽, tiếng Anh: Paul Shan Kuo-hsi) là một Hồng y người Đài Loan của Giáo hội Công giáo Rôma. Ông là hồng y đầu tiên và duy nhất cho đến hiện nay phục vụ tại Đài Loan.

## Tiểu sử
Hồng y Thiện Quốc Tỷ sinh ngày 3 tháng 12 năm 1923 tại Puyang. Sau khoảng thời gian tu học dài theo Giáo luật Công giáo, ngày 18 tháng 3 năm 1955, ông được phong chức linh mục, là linh mục của dòng Tên (S.J.). Ngày 15 tháng 11 năm 1979, Tòa Thánh quyết định bổ nhiệm linh mục Thiện Quốc Tỷ, Dòng Tên, làm Giám mục Chánh tòa Giáo phận Hoa Liên, Đài Loan. Lễ tấn phong cho vị Tân chức được cử hành ba tháng sau đó, vào ngày 14 tháng 2 năm 1980, chủ phong cho Tân giám mục là Tổng giám mục Tổng giáo phận Đài Bắc Mátthêu Giả Ngạn Văn, phụ phong là hai giám mục gồm: Stanislaô La Quang, Nguyên Tổng giám mục Đài Bắc và Giuse Quách Nhã Thạch, C.D.D, Nguyên Tổng giám mục Đài Bắc. Tân giám mục chọn khẩu hiệu:Instaurare omnia in Christo".
Ngày 4 tháng 3 năm 1991, Giám mục Tỷ được Tòa Thánh thuyên chuyển làm Giám mục chính tòa Giáo phận Cao Hùng. Sau đó ít năm, ngày 21 tháng 2 năm 1998, Giáo hoàng Gioan Phaolô II vinh thăng tước Hồng y cho ông, với hiệu tòa nhà thờ San Crisogono, nơi ông nhận ngai hồng y ngày 17 tháng 5 sau đó. Ngày 5 tháng 1 năm 2006, ông về hưu, trao lại Giáo phận Cao Hùng cho Giám mục Phó Phêrô Lưu Chấn Trung.
Hồng y Quốc Tỷ qua đời sau đó ngày 22 tháng 8 năm 2012, thọ 89 tuổi.